# Barrière (missile anti-char)
Pour les articles homonymes, voir Barrière.
Le Barrière (en ukrainien : Бар'єр (ПТРК)), est un système de missile antichar ukrainien. Conçu par le bureau d'études Luch il est fabriqué par Artem. Il utilise un système de guidage par un faisceau laser semi-automatique. Complété de viseurs optiques et infrarouges, le système est efficace dans des conditions météorologiques difficiles.
Le missile est conçu pour pénétrer 800 millimètres de blindage, il équipe des hélicoptères Mi-24, des véhicules BTR-4 et BTR-7 ainsi que les navires Classe Gyurza-M.